# Franz Nádasdy von Fogarasföld

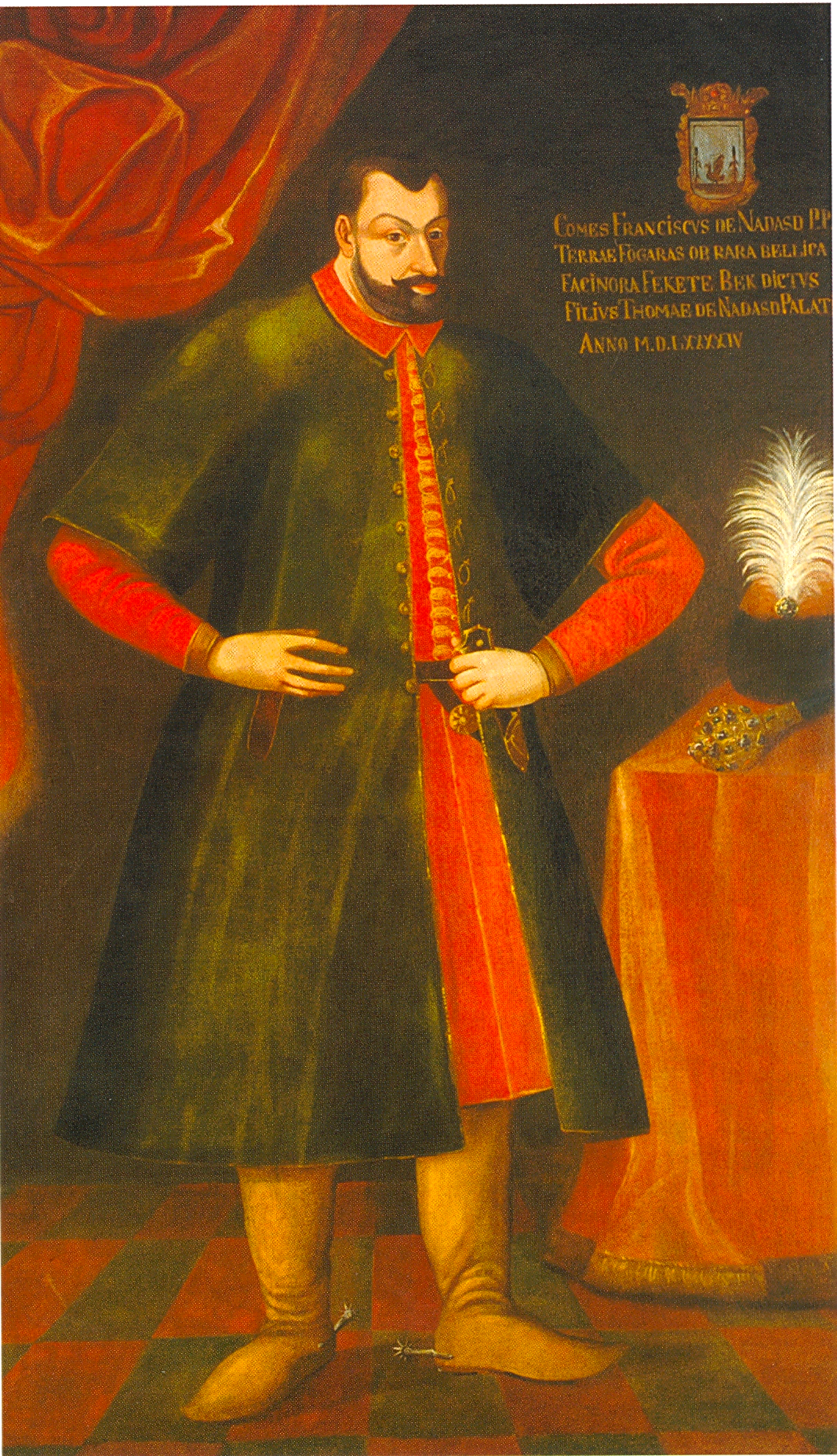
Franz Nádasdy

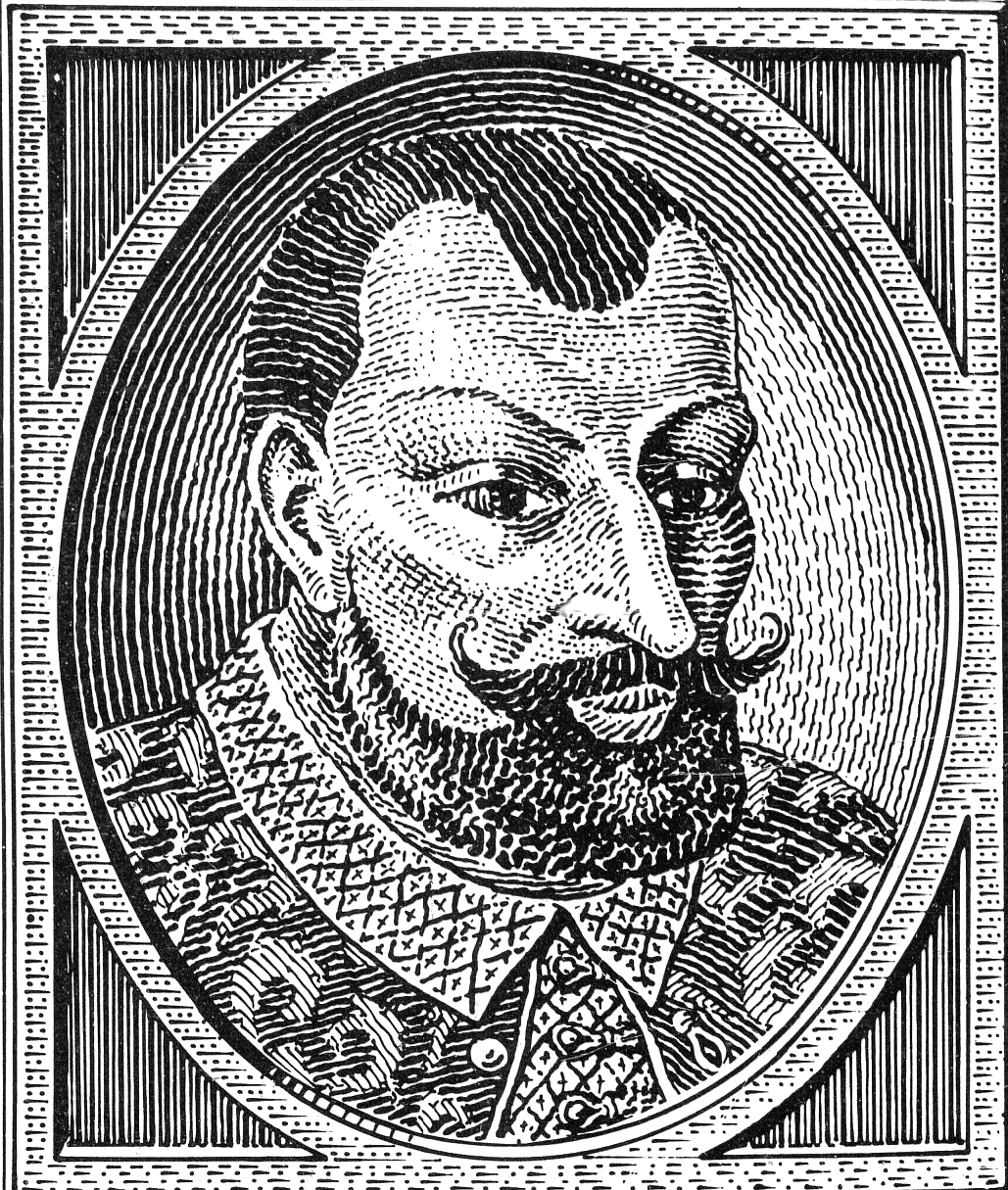
Franz Nádasdy von Fogarasföld

Franz Nádasdy von Fogarasföld (ungarisch: Nádasdy II. Ferenc, slowakisch: František II. Nádašdy) (* 1555; † 4. Januar 1604) war ein ungarischer Adliger, der wegen seines schwarzen Haares und besonders grausamen Vorgehens gegen seine osmanischen Feinde den Beinamen „Der schwarze Beg“ (ung. a Fekete bég) trug. (Beg oder Bey war eigentlich die Bezeichnung eines türkischen Burggrafs.)

## Leben
Nádasdy wurde 1555 als Sohn des als großer Palatin bekannten Thomas III. Nádasdy und dessen Ehefrau Ursula Kanizsay geboren. Er entstammte dem bis ins 13. Jahrhundert zurückreichenden Adelsgeschlecht Nádasdy-Fogáras. Nach dem frühen Tod seines Vaters übernahm seine Mutter die alleinige Erziehung des Sohnes.
Nádasdy kämpfte früh als Soldat und konnte sich in mehreren Schlachten während der Türkenkriege auszeichnen. Er wurde 1587 zum kaiserlichen Kriegsobristen ernannt und gehörte ab 1594 unter Kaiser Matthias mehrfach dem Kriegsrat an. 1598 wurde er zum Ritter geschlagen.
Im Kampf des Kaisers gegen das Osmanische Reich zeichnete er sich mehrfach aus und eroberte die strategisch wichtigen Burgen Esztergom (Gran), Vác (Waitzen), Visegrád (Plintenburg),  Székesfehérvár (Stuhlweißenburg) und Győr (Raab) zurück. Den Türken gelang es nie, eine von Nádasdy verteidigte Festung einzunehmen.
Er war verheiratet mit Elisabeth Báthory. Sie hatten fünf Kinder: Ursula und Andreas, die beide als Kinder starben, sowie Anna, Katharina und Paul. Das Vermögen der Familie Báthory von Ecsed fiel nach Elisabeths Tod an das Haus Nádasdy, dessen Nachkommen noch heute leben.